# بحث شامل

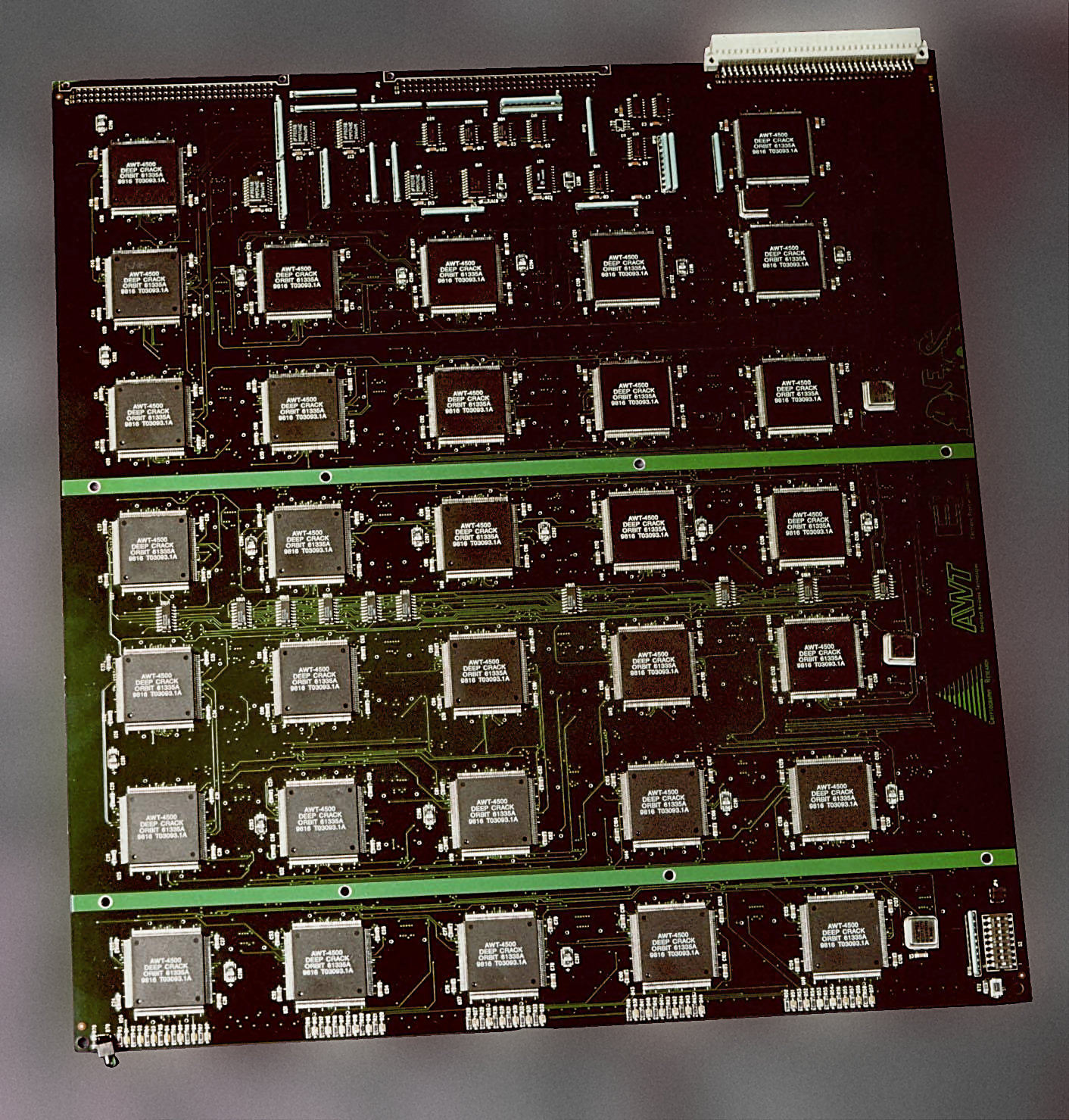

البحث الشامل أو بحث القوة الغاشمة (بالإنجليزية: brute-force search)‏ في علوم الحاسب، تدل على طريقة البحث عن الجواب لمسألة، ما تعتمد على توليد الحل واختباره، تعتبر من أبسط الطرق وأكثرها انتشاراً في حل المسائل العامة بحيث تأخذ بعين الاعتبار كافة الطرق الممكنة للحل وتجريبها.